# Bone Thugs-n-Harmony
Bone Thugs-N-Harmony is een Amerikaanse hiphopgroep uit Cleveland, Ohio. Ze staan vooral bekend om hun snelle raps en harmonieuze geluid. De groep werd in 1990 opgericht als B.O.N.E. Enterpri$e en bestaat uit de leden Bizzy Bone, Wish Bone, Layzie Bone, Krayzie Bone en Flesh-N-Bone.
In 1993 bracht de groep hun eerste album uit, genaamd Faces of Death bij Stoney Burke Records. Ze probeerden hierna een platencontract in de wacht te slepen bij het platenlabel van rapper Eazy-E. Ze deden een auditie over de telefoon, maar de rapper belde niet terug. Toen de rapper in Cleveland kwam optreden, zochten ze hem op en deden nog een auditie. Eazy-E was enthousiast en gaf de groep een platencontract bij zijn label Ruthless Records. Eazy-E wilde dat de rapgroep Thugs-N-Harmony ging heten maar Bone wilde de naam Bone erin houden dus zo werd het Bone Thugs-N-Harmony.
In 1994 brachten ze Creepin on ah come up uit. In 1995 overleed Eazy-E aan Aids. Bone Thugs-N-Harmony bracht in 1995 E. 1999 Eternal uit, met daarop hun vooralsnog grootste hit Tha Crossroads. Deze was aan Eazy-E opgedragen. Het nummer kwam op nummer 1 binnen in de Billboard Hot 100 en verbleef daar acht weken. Tha Crossroads kreeg daar twee keer platinum. In de Verenigde Staten werden er 30 miljoen platen verkocht; buiten de VS verkochten ze ook miljoenen platen.
Ruthless Records bracht in 2004 “Greatest Hits” uit. Het album bevatte 2 cd’s, en werd platina. Ook bracht Ruthless Records tegelijk met Greatest Hits de dvd Greatest Video Hits uit, die ook goed verkocht.
In 2005 tekende ze een contract voor één album met Swizz Beatz’ Full Surface Records. Het label van onder meer DMX en Eve. Later zouden ze nog Bone 4 Life voor internet uitbrengen, met slechts zes nummers, geproduceerd door DJ U-Neek.
In mei 2006 tekende ze een contract voor één album met Interscope Records. Later in september kwam Thug Stories uit. Het album werd nauwelijks gepromoot en verkocht de 1e week een kleine 26,035 keer. Het album werd in 2004 gemaakt, maar ze moesten zoeken naar een label die het wilde uitbrengen; uiteindelijk werd dat Koch Records.
In begin 2007 bracht de groep het album Strength & Loyalty uit. Ze hebben er twee jaar overgedaan, om het album op te nemen. Het album is geproduceerd door onder meer Swizz Beatz, Akon, Jermaine Dupri en will.i.am. De singles van het nieuwste album zijn I Tried en Lil Love. Gastartiesten zijn ook onder meer The Game, Twista, Mariah Carey en Bow Wow. In de eerste week ging het album meer dan 119.500 keer over de toonbank. Overigens staat het op nummer één in de Amerikaanse hiphop- en r&b-albumlijst.
Vrijdag 15 april 2011 is bekendgemaakt dat Krayzie Bone de groep heeft verlaten en solo verdergaat.

## Discografie

### Studioalbums
| Album foto | Album informatie |
| ---------- | --- |
|            | Creepin' On A Come Up - Verschijningsdatum: 1994 - Singles: "Thuggish Ruggish Bone", "Creepin' On A Come Up", "No Surrender" E. 1999 Eternal - Verschijningsdatum: 25 juli, 1995 - Billboard 200 positie: #1 - US Status: 6,120,000 - Singles: "1st Of Tha Month", "East 1999", "Tha Crossroads" |
|            | The Art of War - Verschijningsdatum: 28 juli, 1997 - Billboard 200 positie: #1 - US Status: 3,184,000 (Per disc 1,592,000) - Singles: "Look Into My Eyes", "If I Could Teach The World" |
|            | Strength & Loyalty - Verschijningsdatum: 8 mei, 2007 - Billboard 200 positie: #2 - US Status: 314,000 - Singles: "I Tried", "Lil' Love", "Candy Paint", "Wind Blow" |

### Collectie albums
| Album foto | Album informatie |
| ---------- | --- |
|            | Greatest Hits - Verschijningsdatum: 16 november, 1995 - Billboard 200 positie: #94 - US Status: 1,421,636 (Per disc 710,818) - Singles: |

### Singles
| Year | Title                                                  | Chart Positions | Chart Positions  | Chart Positions | Album                    |
| Year | Title                                                  | U.S. Hot 100    | U.S. R&B/Hip-Hop | U.S. Rap        | Album                    |
| ---- | ------------------------------------------------------ | --------------- | ---------------- | --------------- | ------------------------ |
| 1994 | "Thuggish Ruggish Bone" (met Shatasha Williams) (Goud) | #22             | #17              | #2              | Creepin On Ah Come Up    |
| 1995 | "Foe Tha Love Of $" (met Eazy-E) (Goud)                | #41             | #33              | #4              | Creepin On Ah Come Up    |
| 1995 | "1st Of Tha Month" (Goud)                              | #14             | #12              | #4              | E. 1999 Eternal          |
| 1995 | "East 1999"                                            | #60             | #12              | #8              | E. 1999 Eternal          |
| 1996 | "Tha Crossroads" (2× Platina)                          | #1              | #1               | #1              | E. 1999 Eternal          |
| 1996 | "Thug Luv" (met 2Pac)                                  | -               | -                | -               | The Art of War           |
| 1997 | "Look Into My Eyes" (Platina)                          | #4              | #4               | #2              | The Art of War           |
| 1997 | "If I Could Teach The World" (Goud)                    | #27             | #20              | #3              | The Art Of War           |
| 2000 | "Resurrection (Paper, Paper)"                          | -               | #54              | -               | BTNHResurrection         |
| 2000 | "Can't Give It Up"                                     | -               | -                | -               | BTNHResurrection         |
| 2000 | "Change The World" (met Big B)                         | -               | -                | -               | BTNHResurrection         |
| 2002 | "Money, Money"                                         | -               | -                | -               | Thug World Order         |
| 2002 | "Get Up & Get It" (met 3LW & Felecia)                  | -               | -                | -               | Thug World Order         |
| 2003 | "Home" (met Phil Collins)                              | -               | -                | -               | Thug World Order         |
| 2006 | "Don't Stop" / "Fire"                                  | -               | -                | -               | Thug Stories             |
| 2007 | "I Tried" (met Akon)                                   | #6              | #45              | #6              | Strength & Loyalty       |
| 2007 | "Lil L.O.V.E." (met Mariah Carey & Bow Wow)            | TBA             | TBA              | #26             | Strength & Loyalty       |
| 2010 | "Rebirth" (met Thin C)                                 | -               | -                | -               | Uni-5: The World's Enemy |
| 2010 | "I will come to the bone" (met Sam Tha Specialist)     | -               | -                | -               | -                        |